# 栘𣐿
栘𣐿（学名：Docynia indica），栘枍，为蔷薇科栘𣐿属下的一个植物种。半常绿或落叶乔木，高2-5米。产地有中国云南省东北部、四川省西南部。
种名indica意为印度的。